# Коефіцієнт Сведберга
Коефіцієнт Сведберга, коефіцієнт седиментації (рос. коэффициент Сведберга, англ. Svedberg coefficient) — у колоїдній хімії — число (S), що характеризує швидкість осідання (седиментації) частинки сферичної форми і визначається за формулою:
S = D2(d-1)(1013)/18η,
де D — діаметр частинки (см), d — питома вага частинки, η — в'язкість середовища (пуаз).
Вимірюється у сведбергах. Частинки різних речовин з однаковим коефіцієнтом S осідають одночасно.
Використовується в біології для опису розмірів макромолекул та їхніх комплексів, зокрема субодиниць рибосом та молекул РНК.